# Крзнарич, Йосип
Йосип Крзнарич (хорв. Josip Krznarić; 7 января 1993, Карловац) — хорватский футболист, полузащитник исландского клуба «Гриндавик».

## Биография
Начинал заниматься футболом в клубах «Карловац» и «Иловац» из Карловаца, а также в «Кроатии» (Жаканье). В сезоне 2011/12 выступал за основную команду «Карловаца» в высшем дивизионе Хорватии, дебютировал 26 ноября 2011 года в матче против клуба «Истра 1961», отыграв первый тайм. Всего за сезон сыграл 14 матчей в чемпионате, а его клуб вылетел из элиты. С 2012 года в течение нескольких лет футболист играл во втором дивизионе Хорватии за клубы «Лучко» и «Бистра».
Летом 2015 года перешёл в «ВиОн» (Злате Моравце), в его составе сыграл 32 матча в высшем дивизионе Словакии, по окончании сезона полгода не выступал в соревнованиях высокого уровня. В 2017 году перешёл в таллинскую «Левадию», с которой стал серебряным призёром чемпионата Эстонии. За «Левадию» сыграл 34 матча в чемпионате, а также 2 игры в Лиге Европы. Весной 2018 года вернулся на родину и присоединился к команде высшего дивизиона «Истра 1961», но только несколько раз попадал в заявку на матчи как запасной. В сезоне 2018/19 выступал во втором дивизионе Австрии за «Лафниц», а осенью 2019 года играл в этом же турнире за ГАК (Грац).
С 2021 года играл за клубы второго дивизиона Словении — «Кршко», «Крка», «Триглав». С «Триглавом» в сезоне 2021/22 стал вторым призёром турнира.

## Достижения
- Серебряный призёр чемпионата Эстонии: 2017